# Xã Gaines, Quận Kent, Michigan
Xã Gaines (tiếng Anh: Gaines Township) là một xã thuộc quận Kent, tiểu bang Michigan, Hoa Kỳ. Năm 2010, dân số của xã này là 25.146 người.